# Частный суд
Частный суд, согласно православному догматическому богословию, происходит с каждым человеком после смерти тела. Прохождение через мытарства является этапом частного суда, посредством которого решается дальнейшая участь человека до времени всеобщего воскресения из мёртвых и Страшного суда. Как частный суд, так и Страшный суд совершается ангелами, которые являются орудиями Божией справедливости: «Так будет при кончине века: изыдут Ангелы, и отделят злых из среды праведных, и ввергнут их в печь огненную» (Мф. XIII, 49—50). Достигнув подножия Животворящего Креста и раскрытого Евангелия (Благой Вести), душа предстает на частный суд.
Некоторые из богословов смешивают латинское учение о частном суде с православным учением о мытарствах, но последние — только образные представления частного суда, неизбежного для каждого человека. В то же время в среде российских религиозных деятелей были и такие, кто вообще игнорировал учение православной церкви о частном суде, в частности один из основоположников русского космизма Николай Фёдоров.
Примечательно, что согласно Корану, так же как и по христианскому учению, сразу после смерти человека и предания его тела земле, над ним совершается частный суд, изображаемый Мухаммедом в очень своеобразной форме, к могиле умершего являются два ангела смерти — Мюнкяр и Накир, чёрные, багровые, страшного вида.